# Фоменково Первое
Фоменково Первое (укр. Хоменкове Перше) — село, относится к Белокуракинскому району Луганской области Украины.
Население по переписи 2001 года составляло 249 человек. Почтовый индекс — 92232. Телефонный код — 6462. Занимает площадь 2,878 км². Код КОАТУУ — 4420985504.

## Местный совет
92232, Луганська обл., Білокуракинський р-н, с. Курячівка  (укр.)